# Claude Malleville
Claude Malleville (Parigi, 1597 – Parigi, 1647) è stato un poeta francese, uno dei primi membri dell'Académie française nel 1634.

## Biografia
La vita di Claude Malleville è solo conosciuta che grazie alle notizie del suo contemporaneo Paul Pellisson: «Claude de Malleville era parigino. Il padre aveva prestato servizio nella casa di Retz e la madre proveniva da una buona famiglia parigina. Studiò molto bene in collegio e aveva uno spirito molto delicato. Lo si fece istruire da un segretario del re di nome Potiers, che era in finanza, ma vi rimase pochissimo, per l'inclinazione che egli aveva per le belle lettere. Fece conoscenza con M. Porchères-Laugiers, che lo diede al Maresciallo di Bassompierre.
Fu a lungo da questo signore in qualità di segretario ma avendo poco da fare e poiché era molto ambizioso, si annoiava e lo pregò di lasciarlo andare dal cardinale de Bérulle. Ma, non avendovi fatto di meglio, ritornò dal primo signore al quale rese tanti servizi quando fu in prigione che quello, uscito e ripreso il servizio di colonnello delle guardie svizzere pontificie, gli concesse la segreteria che egli stesso aveva occupato. Questo impiego gli valse molto e in poco tempo guadagnò 20.000 scudi. Ne impiegò una parte per una carica di segretario del re. Morì a poco più di cinquant'anni. Era di bassa statura, molto gracile; nero di capelli e di occhi, che aveva molto miopi. Ciò per cui era più stimato, era lo spirito e il genio per i versi.
Vi è un volume di sue Poésies, stampate dopo la sua morte, che hanno tutte dello spirito, del fuoco, un bel giro di versi, molta delicatezza e dolcezza e dimostrano una grande fecondità; ma poche, mi sembra, ben compiute». Membro del circolo di Valentin Conrart e di Marie de Gournay, habitué dell'Hôtel de Rambouillet, Malleville contribuì con una dozzina di poesie, tutte molto apprezzate, alla Guirlande de Julie, come La violette.
(Malleville, La Violette)
Il suo sonetto più celebre, La Belle Matineuse, fu composto in occasione di una sfida poetica con Vincent Voiture sul tema del poeta latino Lutazio Catulo, ripreso poi da Clément Marot, Joachim du Bellay, Francesco I, Annibal Caro e Tristan L'Hermite. Alcune sue poesie furono apprezzate in parte da Boileau: «un sonetto senza difetti vale da solo un lungo poema, ma invano mille autori pensano di arrivarci; e questa felice sfinge è ancora da trovare. Appena in Gombaut, Maynard e Malleville, se ne possono ammirare due o tre su mille». Secondo Émile Faguet, Claude Malleville fu «semplicemente un buon artigiano».

### Opere
- L'Almerinde (1646) traduzione dall'italiano Luca Assarino, di Pierre d'Audiguier le jeune e Claude de Malleville.
- La Stratonice (1649) idem
- Poésies du sieur de Malleville (1649) Testo
- Diverses poésies de l'Académie. Divers sonnets, stances, élégies, chansons, madrigaux, épigrammes & rondeaux (1664) Testo
- Mémoires du François de Bassompierre|maréchal de Bassompierre, contenans l'histoire de sa vie (4 voll., 1723)
- Œuvres poétiques, Paris 1976

### Studi
- É. Faguet, Histoire de la poésie française de la Renaissance au Romantisme. III. Précieux et burlesques, Paris 1923-1936